# آيت موسى (للا عزيزة)
آيت موسى هي إحدى مشيخات المملكة المغربية، تتبع جغرافيا لإقليم شيشاوة وإداريًا لللا عزيزة. يقدر عدد سكانها بـ 23585 نسمة حسب الإحصاء الرسمي للسكان والسكنى لسنة 2004.